# Morbid Angel
Morbid Angel (англ. «Хворий ангел») — американський гурт, що грає в стилі дез-метал, один з корифеїв жанру. Засновано гурт було 1984 року в місті Тампа, штат Флорида. Логотип гурту було вигадано Пітом Сандовалом.

## Історія

### 1984—1991
Історія гурту Morbid Angel бере свій початок 1984 року, коли гітарист Трей Азаґтот, басист та вокаліст Даллас Ворд, а також ударник Майк Браунінґ почали разом створювати музику, називаючись Heretic. В такому складі гурт записав дві пісні — Maze of Torment та Morbid Angel. Але під цим іменем гурт проіснував недовго й змінила назву на сьогоднішню в зв'язку наявності павер-метал гурту з такою самою назвою. Першопочатково за вокал в гурті відповідав Кенні Бампер, який пізніше був «звільнений» й за вокал взялися ударник Майк Браунінґ та басист Даллас Ворд. З приходом другого гітариста Річарда Брюннеля учасники почали виконувати матеріал власного написання. Незабаром через ідеологічні розбіжності з гурту іде Даллас Ворд. Протягом тривалого часу місце басиста залишалось вільним, поки до гурту не прийшов Джон Ортеґа, але й він надовго не затримався. Позерам нема що робити в дез-гурті!, — говорив через певний час Трей Азаґтот. Нарешті через певний час це місце обійняв Стерлінґ фон Скарборо.
Далі відбулися концерні виступи, під час одного з яких в Тампі гурт помітив Девід Вінсент та вирішив випустити матеріал молодого гурту на своїй фірмі. Таким чином навесні 1986 року було записано повноформатний Abominations of Desolation, але Трей Азаґтот був не задоволений як якістю запису, так й грою своїх партнерів, що відклало випуск альбому на тривалий час (альбом офіційно вийшов лише 1991 року). Після запису з гурту пішли Браунінґ та Скорборо, заснувавши власний гурт під назвою Incubus (не плутати з Incubus).
1987 року виходить демозапис Thy Kingdom Come, записаний за участі Девіда Вінсента. Після запису відбулась зміна барабанщика, внаслідок чого в гурті з'явився Піт Сандовал з Terrorizer. На початку 1989 року виходить вініловий сингл Thy Kingdom Come накладом в 666 примірників, який був повністю наданий швейцарському журналові про важку музику Megawimp. Того ж року 14 серпня виходить вже легендарний, як на сьогодні, альбом Altars of Madness, який продавався дуже добре й приніс гурту широку популярність. Незабаром альбом було визнано класикою дез-металу й він став одним з найпродаваніших в дискографії колективу. Тематика текстів альбому була присвячена окультній сфері, сатанізмові. Альбом, на рівні з альбомом гурту Obituary Slowly We Rot, став альбомом місяця в серпневому номері журналу Rock Hard.
Раніше — говорить він — наші пальці тільки й літали усім грифом. Нові ж пісні містять в собі більше монументальних мелодій, до чого ми прагнули дуже давно. Ці речі можна наспівувати, насвистувати, але це все одно не є які-небудь милі солодкаві пісеньки — це пригнітаюча музика, — так прокоментував Трей вихід альбому. 
На вершині популярності альбому гурт в грудні 1989 року вирушає в тур Європою разом з Napalm Death, Bolt Thrower та Carcass. Багато концертів гурти супроводжувалися бійками та погромами концертних майданчиків. В одній з рецензій на концерт гурту журнал Kerrang ! називав Трея вампіром та демоном, який ріже себе й продовжує виступати, стікаючи кров'ю. В ході концертів Morbid Angel вдалося виступити в Мексиці, Швеції та в США.
29 квітня 1991 року виходить альбом Blessed are the Sick, який зміцнив популярність гурту. Лірика альбому була присвячена різноманітним ритуалам, в зв'язку з чим журнал Rock Hard називав гурт продовжувачами справи Алістера Кроулі. Але філософія Morbid Angel та Кроулі як пподібна заперечувалася Треєм. На підтримку альбому було організовано тур, який розпочався в Нью-Каслі. Протягом туру гурту вдалося виступити спільно з Cathedral, Sadus, Unleashed та Entombed.

### 1992—2003
1992 року склад гурту покинув Річард Брюннель. Того ж року на хвилі популярності було видано перший журнал, повністю присвячений гурту  — Morbidomaniac. Окрім того лейбл Earache Records випустив забракований 1986 року альбом Abominations of Desolation. Хоча альбом давно можна було знайти в піратській версії, яку можна було придбати навіть в Японії. Альбом вийшов в тому самому вигляді, в якому й був записаний. 1993 року виходить вже третій альбом Covenant , записаний Вінсентом, Азаґтотом та Сандовалом за участі Флеммінґа Расмуссена, відомого по роботі з Metallica. Альбом записувався в Morrisound Studios, мікшування — в Данії в Sweet Silence. На альбомі можна знайти незвичну для гурту композицію God of Emptiness, яку за словами Трея, він виношував цілий рік. У вересні того ж року відбувся черговий тур Європою, на якому місце другого гітариста обійняв Ерік Рутан, який незабаром став постійним членом команди. 1996 року Morbid Angel переживають значну втрату — з гурту іде Девід Вінсент, який продовжив музичну діяльність в Genitortures.
Навесні 1998 року вийшов альбом Formulas Fatal to the Flesh, новим басистом та вокалістом на якому став Стів Такер з Ceremony. Альбом не мав великого успіху. 2000 року виходить Gateways to Annihilation, який знову заявив про високий потенціал Morbid Angel. Але у зв'язку з непорозуміннями в гурті з неї пішов Стів Такер, місце якого зайняв Джаред Андерсон з Hate Eternal. Вповільнений темп більшості композицій цього альбому імовірно був наслідком впливу модніших стилів металічної музики. Так, 2000 року гурт гастролював з Pantera. Не виключено, що Трей Азаґтот, який завжди слідкував за віяннями на екстремальній сцені, запозичив деякі елементи «качового» стилю грув-метал.
23 вересня 2003 року на лейблі Earache Records виходить сьомий студійний альбом Heretic. Альбом було записано в складі Стів Такер, Піт Сандовал, Трей Азаґтот.

### 2004—по сьогодні
Влітку 2007 року Morbid Angel почали роботу над матеріалом до чергового студійного альбому, першого від часів випуску Heretic.
|  | На даний час ми інтенсивно репетируємо всім гуртом. Справи ідуть чудово, в нас купа натхненного та цікавого матеріалу |

На дискові вперше від 1995 року можна буде почути вокал та бас Девіда Вінсента.. В травні 2008 року новим гітаристом гурту став учасник гурту Zyklon Тур Андерс Мюрен.
|  | Пошуку нового гітариста-напарника для Трея був тривалим та важким. Ми отримали записи з усіх кінців світу й багато охочих грати з нами були дуже талановитими, але саме Тур став для нас найкращим кандидатом. Це фантастичний гітарист й він чудово вписався в гурт. |

Після випуску Heretic гурт розійшовся з лейблом Earache Records, тому роботу над новим альбомом гурт почав без існуючого контракту. Ситуація змінилась в листопаді 2009 року, коли гурт підписав контракт з французьким лейблом Season of Mist.
2010 року барабанщика Піта «Commando» Сандовала було прооперовано, в зв'язку з чим гурт вирішив взятися за запис нового альбому з Тімом Йонґом.
22 червня 2010 року Morbid Angel для запису нового альбому увійшли в студію Mana Recording зі звукоінженером Еріком Рутаном. Альбом отримав назву Illud Divinum Insanus. Вихід альбому було заплановано на лейблі Season Of Mist на 7 червня 2011 року. Обгортку альбому створив художник Ґуставо Сазес.

Після тривалого періоду обдумування та декількох відкинутих ідей ми прийшли до цього живого сюрреалістичного та навіженого творіння — це палий бог або дивне дзеркальне відображення нашого власного безумства. Ця обкладинка відрізняється від інших обкладинок MORBID ANGEL, але мені здається, що вона відображає всю їх сутність.
— Ґуставо Сазес
Альбом був підданий критиці прихильниками за все. Вони говорили, що Morbid Angel зрадили свій стиль, ввели електроніку, яка робила треки лише гірше. В особливому ж дісталося композиції Radikult, за те, що в ній прихильники колективу побачили елементи таких гуртів, як Marliyn Manson та Rob Zombie.

## Вплив
За опитуванням, яке проводив німецький журнал Rock Hard 1991 року, дебютний альбом гурту Altars of Madness посів 12-те місце в перелікові сотні найкращих металічних платівок всіх часів та народів.

## Критика
На демозапис Thy Kingdom Come, який вийшов 1987 року, головний редактор журналу Rock Hard Холгер Стратманн дав рецензію, яка, окрім іншого, містила наступні слова: В мене нема жодних сил та нервів підтримувати гурти кшталту Morbid Angel, й ті, хто ще цим займається, мають вчинити так само. Хоча через певний час той самий журнал розмістив на плакаті учасників гурту, а також було створено велику статтю про гурт. Свою рецензію пізніше Стратманн згадував зі сміхом.

## Склад

### Теперішній склад
- Стів Такер — вокал, бас (1997—2001, 2003—2004 від 2015 — до тепер)
- Трей Азаґтот (George Emmanuel III) (Trey Azagthoth) — гітари, клавішні (від 1984)
- Ден Ведім Вон — гітара (від 2017)
- Скот Фуллер — ударні (від 2017)

### Колишні учасники

#### Вокал
- Майкл Менсон (1986)
- Кенні Бамбер (1985)
- Террі Самуелс (1984)

#### Вокал та бас
- Стів Такер (1997—2001, 2003—2004)
- Джаред Андерсон (2001—2002) (помер 14 жовтня 2006 року у віці 31 рік)
- Даллас Ворд (Dallas Ward) (1984—1985)
- Девід Вінсент (David Vincent) (1986—1996, 2004—2015)

#### Гітара
- Річард Брюннель (Richard Brunelle) (1985—1992, 1998 (концертні виступи))
- Ерік Рутан (1993—1996, 1999—2002, 2006 (концертні виступи))
- Тоні Норман (концертні виступи)

#### Бас
- Джон Ортеґа (1985—1986)
- Стерлінґ фон Скарборо (Sterling von Scarborough) (1986)

#### Ударні
- Вейн ГартселлWayne Hartsell (1986—1988)
- Майк Броунінґ (Mike Browning) (також вокал) (1984—1986)
- Піт "Commando'' Скандовал (1988—2010)

## Дискографія[10]

### Повноформатні альбоми
Всі основні альбоми називаються так, що назва кожного наступного починається з чергової літери англійського алфавіту.
- 1986 — Abominations of Desolation (виданий 1991 року)
- 1989 — Altars of Madness
- 1991 — Blessed Are the Sick
- 1993 — Covenant
- 1995 — Domination
- 1996 — Entangled in Chaos (живий альбом)
- 1998 — Formulas Fatal to the Flesh
- 2000 — Gateways to Annihilation
- 2003 — Heretic
- 2011 — Illud Divinum Insanus
- 2015 — Juvenilia (живий альбом)
- 2017 — Kingdoms Disdained

### Демозаписи, сингли та міні-альбоми
- 1986 — Abominations of Desolation (демо)
- 1986 — Scream Forth Blasphemies (демо)
- 1986 — Bleed for the Devil (демо)
- 1987 — Thy Kingdom Come (демо)
- 1991 — Fall From Grace (сингл)
- 1991 — The Ancient Ones (сингл)
- 1991 — Abominations (сингл)
- 1991 — Day of Suffering (сингл)
- 1993 — Rapture (сингл)
- 1994 — God of Emptiness (сингл)
- 1994 — Laibach Remixes (міні-альбом)
- 1995 — Where the Slime Live (сингл)
- 1995 — Domination Promo
- 1999 — Love of Lava (сингл)
- 2001 — Opening of the Gates (сингл)
- 2011 — Nevermore (сингл)
- 2017 — Piles of Little Arms (сингл)
- 2017 — Complete Acid Terror (міні-альбом)